# Національний резерв Паракас
Національний резерв Паракас (ісп. Reserva Nacional de Paracas) — природоохоронна територія в департаменті Іка, Перу. Головною ціллю парку є збереження екосистеми та культурно-історичної спадщини.
| Перу | Це незавершена стаття з географії Перу. Ви можете допомогти проєкту, виправивши або дописавши її. |